# Hermann Scheer

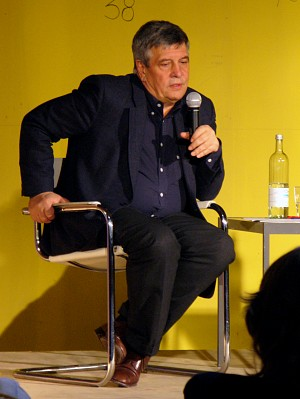
Hermann Scheer en 2005.

Hermann Scheer (né le 29 avril 1944 à Wehrheim dans le Taunus et mort à Berlin le 14 octobre 2010) est un homme politique allemand. Docteur en sciences sociales et en économie, il a été un élu social-démocrate (SPD) au Bundestag. Il est récipiendaire d'un prix d'honneur du prix Nobel alternatif en 1999.

## Biographie
Après son Abitur obtenu à Berlin en 1964, Hermann Scheer fait une école d'officier de 1964 à 1967. Dès 1965, il adhère au Parti social-démocrate. De 1967 à 1972, il étudie à l'université de Heidelberg et à l'université libre de Berlin.
De 1972 à 1976, il est assistant scientifique à l'université de Stuttgart puis, de 1976 à 1980, chercheur au Centre de recherche nucléaire de Karlsruhe, dans le domaine de l'analyse du système.
À partir de 1980, Hermann Scheer est membre du Bundestag. Avec Hans-Josef Fell, c'est lui qui est à l'origine de la loi allemande sur les énergies renouvelables (EEG - Erneuerbare-Energien-Gesetz), accordant une priorité à ces énergies. Cette loi, promulguée en avril 2000, met en place un tarif d'achat dédié.
Depuis 1993, il était membre du Conseil exécutif fédéral du SPD.
Hermann Scheer était président du Conseil mondial de l’énergie renouvelable (World Council for Renewable Energy) et de l’association Eurosolar. 

## Prises de position
Cet ingénieur spécialisé en énergie solaire, écrit dans son ouvrage Zurück zur Politik que : « nous devons combattre pour construire un ordre économique global permettant à chaque Etat de forger sa propre politique énergétique et écologique, afin de démanteler les monopoles en économie, en politique et dans les médias, de lutter pour imposer un nouvel ordre agricole débarrassé des monopoles céréaliers et des manipulations génétiques, pour restaurer l'agriculture écologique et créer des systèmes de communication respectueux de l'environnement. »
En 2007, dans son livre L'autonomie énergétique, Hermann Scheer expose sa réflexion à propos de la « No Future mentality », (la sinistrose du « No Future »).
Président honoraire de l'Association européenne pour les énergies renouvelables EUROSOLAR, Hermann Scheer a également été président honoraire du Conseil mondial des énergies renouvelables.

## Critiques
Les coûts de la loi allemande sur les énergies renouvelables (EEG - Erneuerbare-Energien-Gesetz) pour les usagers allemands lui sont reprochés par certains auteurs, comme Alexander Wendt. Parce qu'il y a de plus en plus de parcs éoliens et de champs solaires, les coûts progressent. En 2017, le supplément EEG est de 6,88 cents le kilowattheure (kWh) plus la TVA. Cela apporte environ 25 milliards d'euros pour l'industrie de l'énergie verte et, en sus, 4,75 milliards d'euros pour le ministère des Finances allemand. La loi EEG a eu pour conséquence que les consommateurs d'électricité paient des millions d'euros parce que la quantité d'électricité verte est produite sur quelques jours et que les centrales conventionnelles doivent s'arrêter brusquement et être remboursées et, de surcroît, l'électricité verte superflue doit encore être payée par l'utilisateur final. Pour le seul premier trimestre de 2016, selon l'Agence fédérale des réseaux, les consommateurs d'électricité ont payé environ 148 millions d'euros pour cette alimentation fantôme.

## Reconnaissance
Hermann Scheer est récipiendaire d'un prix d'honneur du prix Nobel alternatif en 1999, « pour  son travail infatigable pour la promotion de l'énergie solaire dans le monde. ».
L'engagement de Hermann Scheer est récompensé par de nombreux prix, entre autres :
- celui de l'énergie éolienne (World Wind Energy Award),
- 2000 celui de la bioénergie (World Prize of Bio-Energy)
- et le prix de l'énergie solaire (World Solar Prize) en 1998.

En 2002, le magazine Time le nomme l'un des cinq 'héros du siècle vert" (Heroes for the Green Century).
- 2004 prix mondial pour l'énergie éolienne,
- 2005 SolarWorld Einstein Prix

## Citation
« Les énergies renouvelables sont inépuisables. Elles ne détruisent pas l'environnement. Elles sont disponibles partout. Leur utilisation facilite la solidarité avec les générations futures. Elles assurent l'avenir de l'humanité. »; Discours d'acceptation du prix Nobel alternatif 9 décembre 1999.

## Œuvres
- Hermann Scheer, Le solaire et l'économie mondiale : stratégie pour des temps modernes écologiques, Actes Sud, 2001, 383 p. (ISBN 978-2-7427-3094-0)
- L'autonomie énergétique, une nouvelle politique pour les énergies renouvelables, Edition Actes Sud 2007,  (ISBN 978-2742766970) [3]

Apparition :
- Let's make money, film documentaire réalisé par Erwin Wagenhofer, 2009.